# مرحلة ركود الدولة العثمانية

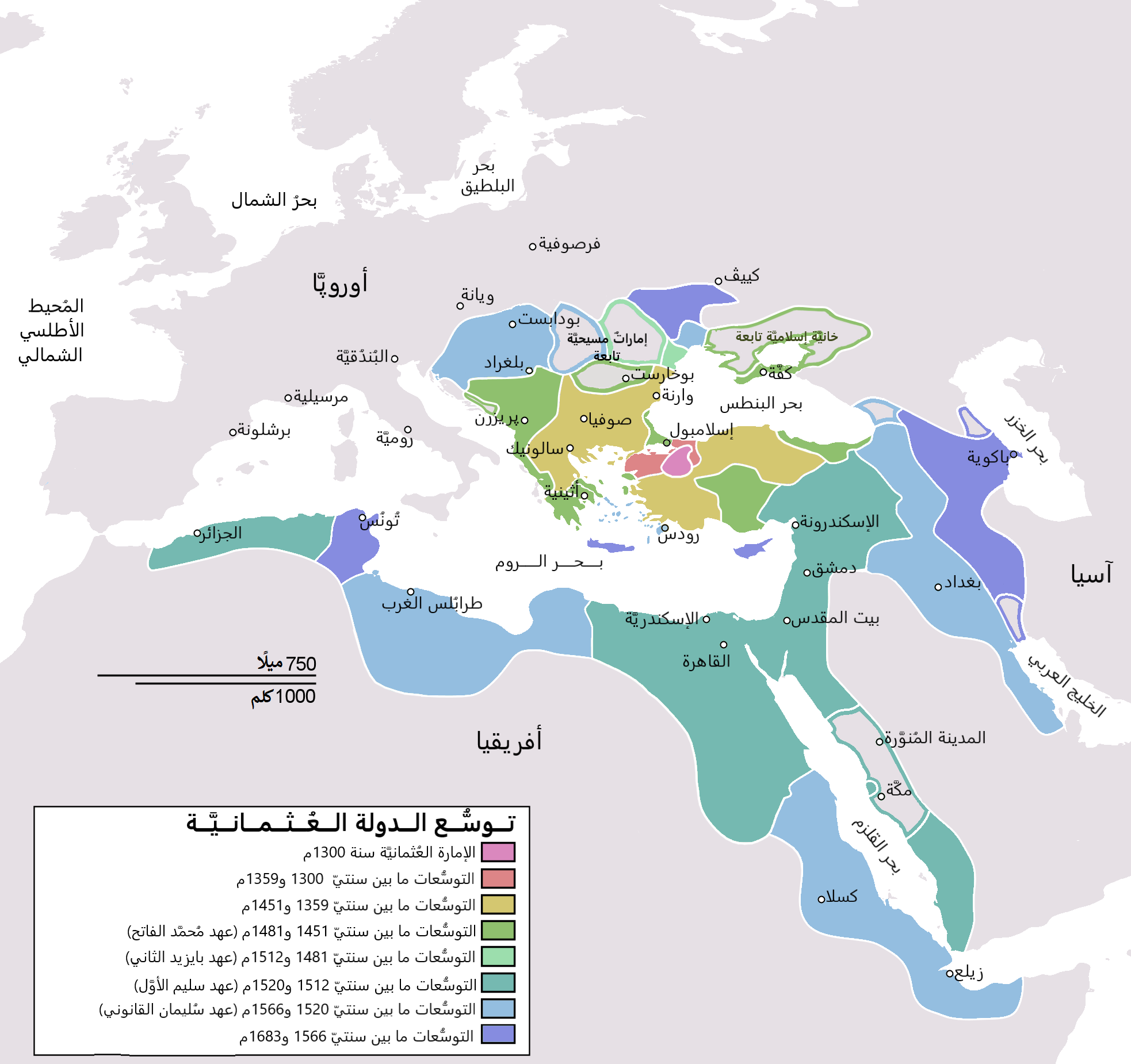
توسّع الدولة العثمانية منذ قيامها حتى بداية دور الركود في سنة 1683.

مرحلة الركود (1683–1827) وهي المرحلة الثالثة بتاريخ الدولة العثمانية بعد مرحلتي التاسيس والتوسع.
عُزل السلطان محمد الرابع بتاريخ 8 نوفمبر سنة 1687م، الموافق فيه 2 محرم سنة 1099هـ، فعمّت الفوضى بعد عزله، وتوالت الهزائم على الدولة العثمانية، فاحتلت النمسا بلغراد وأجزاء من بلاد الصرب، واحتلت البندقية أجزاء كثيرة من كرواتيا ودلماسيا وأكثر أجزاء المورة. ولم يُنقذ الدولة من تلك المشاكل إلا «مصطفى كوبرولي باشا»، الابن الآخر للمصلح الكبير محمد كوبرولي، فبذل جهده في بث روح النظام في الجنود، وأحسن للنصارى بشكل كبير حتى استمال جميع مسيحيي الدولة، واستطاع استرجاع بلغراد وإقليم ترانسلڤانيا. لكن على الرغم من ذلك، فإن الدولة العثمانية لم تحقق أي فتوحات جديدة وراء الحدود التي رسمها السلطان سليمان القانوني، فكانت حروبها وفتوحاتها خلال هذه الحقبة لاسترداد ما سُلب منها إجمالاً، ففي عهد السلطان مصطفى الثاني، انتصر العثمانيون على بولندا وأجبروا قيصر الروس بطرس الأكبر على فك الحصار عن مدينة آزوف، واستعادوا البوسنة وبعض الجزر في بحر إيجة، لكن الروس ما لبثوا أن عادوا لفتح آزوف، وانتصر النمساويون مرة أخرى على العثمانيين في معركة زانطة، وتحالفوا مع بضعة دول أوروبية ضد الدولة العثمانية وأجبروها على توقيع معاهدة كارلوفجة، التي فقدت فيها مدينة آزوف لصالح روسيا، وما بقي لها من بلاد المجر للنمسا، وأوكرانيا وبودوليا لبولندا، وساحل دلماسيا وبعض جزر بحر إيجة للبندقية.

## أحمد الثالث
إزداد وضع الدولة العثمانية سوءًا خلال السنوات القليلة اللاحقة، ففي أوائل القرن الثامن عشر، وفي عهد السلطان أحمد الثالث تحديدًا، طلبت السويد دعم العثمانيين في حربها ضد الروس، لكن الأخيرة رفضت في بداية الأمر، فمالت كفة الميزان لصالح الروس الذين هزموا السويد وأرغموا ملكها على الفرار ملتجئً إلى بلاد الترك، وعندما قررت الدولة العثمانية خوض الحرب أخيرًا، سنحت لها الفرصة أن تقضي على القيصر بطرس الأكبر، لكن الصدر الأعظم رفع الحصار عنه بعد تلقيه رشوة من خليلة القيصر كاترين. كذلك أجبر العثمانيون على توقيع معاهدة جديدة هي معاهدة «بيساروفتش»، وذلك بعد أن استنجدت البندقية بالنمسا لتجبر الأخيرة العثمانيين على إعادة جزيرة كريت إلى البندقية، واضطرت الدولة في هذه المعاهدة أن تستغني عن بلغراد، ومعظم بلاد الصرب وجزءًا من الأفلاق للنمسا، وأن تظل البندقية مسيطرة على سواحل دلماسيا، مقابل عودة بلاد مورة للعثمانيين. استرجعت الدولة العثمانية أيضًا بعض المدن التي فقدتها سابقًا لصالح الصفويين، مثل همدان وتبريز وإقليم لورستان، لكنهم عادوا وهزموا وتنازلوا عن كل ما أخذوه من الصفويين.
سجّلت هذه المرحلة بداية اليقظة العثمانية بالانفتاح على الغرب، وبدأت ترجمة بعض المؤلفات الغربية، وسُمح بإنشاء مكتب للطباعة في العاصمة، وجرت الاستعانة بمجريّ اعتنق الإسلام، لبناء المطبعة وتشغيلها. وأخذت وجهة الإصلاح تتجه نحو الاقتباس من الغرب الأوروبي مع المحافظة على الأصول العثمانية الإسلامية، إذ كانت الحضارة الغربية تتسرب، بشكل أو بآخر، إلى الدولة ولكن ببطء، وظهر عدد من المثقفين العلمانيين، كما وفد إلى البلاد عدد من الخبراء الأجانب الذين وضعوا خبراتهم في خدمة الدولة.
قامت الحرب مجددًا بين روسيا والدولة العثمانية خلال عقد الثلاينيات من القرن الثامن عشر بسبب احتلال الأخيرة لبولندا بدعم من النمسا، فاتحدت الدولة العثمانية مع الفرس واستطاعت دحر الجيش الروسي والنمساوي وثأرت لنفسها من النمسا بعد أن أرغمتها على توقيع معاهدة بلغراد التي نصت على عودة بلغراد وما استحوذت عليه النمسا من أراضي الصرب والأفلاق إلى الدولة العثمانية، وأن تلتزم روسيا بهدم قلاع مدينة آزوف، وألا تبحر أي سفينة حربية أو تجارية تابعة لها في البحر الأسود. لكن نيران الحرب عادت لتستعر مجددًا بين الروس والعثمانيين خلال عقد السبعينيات من القرن الثامن عشر، عندما فقد العثمانيون عدة مدن لصالح الإمبراطورية الروسية، إلى جانب إقليمي الأفلاق والبغدان. وحاول الروس احتلال طرابزون ولكنهم لم يستطيعوا، ولكنهم استطاعوا لاحقًا فصل القرم عن الدولة العثمانية، وقاومت الدولة العثمانية بكل ما أتيح لها من وسائل حتى أجلت الروس عن كثير من المناطق التي احتلوها. وعند هذه النقطة لجأت الإمبراطورية الروسية إلى أسلوب آخر لزعزعة كيان الدولة العثمانية، هو أسلوب الفتنة الداخلية، فقامت بإثارة مسيحيي المورة على العثمانيين، واتجه الأسطول الروسي إلى المورة لدعم الثورة، ولكنه مُني بالهزيمة، ولكن بعض السفن التي أفلتت تمكنت من إحراق جزء كبير من الأسطول العثماني، ثم اتجهت لاحتلال جزيرة «لمنوس»، فأجبرتها البحرية العثمانية على التقهقر، وأخمدت الثورة في المورة. وفي 10 يونيو سنة 1772م، الموافق فيه 9 ربيع الأول سنة 1186هـ، تهادن الفريقان مقابل بعض الامتيازات لصالح روسيا لعلّ أهمها هو حقها في حماية جميع المسيحيين الأرثوذكس في الدولة العثمانية. وفي غضون الحرب العثمانية الروسية، ظهرت حركتان استقلاليتان عن الدولة العثمانية هي: حركة علي بك الكبير في مصر وحركة الشيخ ظاهر العمر في فلسطين، وقد تمكن العثمانيون من القضاء عليها.

## سليم الثالث

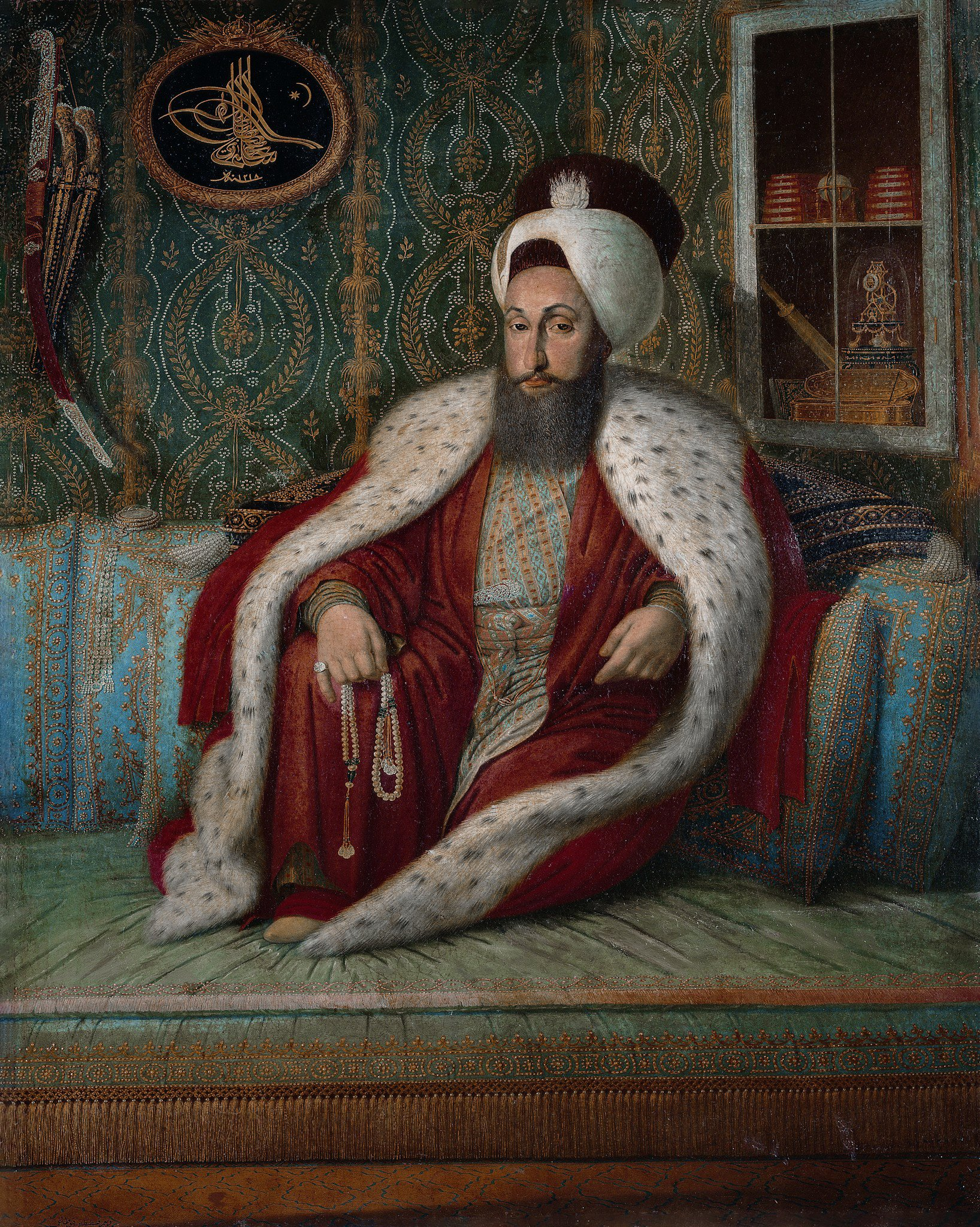
السلطان الغازي سليم الثالث، رائد الحركة الإصلاحية في الدولة العثمانية.

ابتدأت محاولات الإصلاح الجدية في عهد السلطان سليم الثالث، الذي يُعد من أوائل المصلحين والروّاد الحقيقيين في التاريخ العثماني كله، وقد قلّده من جاء بعده، واستهدفت إصلاحاته نواحي الحياة كافة، إدارية وثقافية واقتصادية واجتماعية وعسكرية. كانت ثقافة هذا السلطان أكثر اكتمالاً من ثقافة من سبقه من السلاطين، إذ تلقّى بعض التدريب على الأفكار الغربية، كما تلقى تعليمًا خاصًا بالطرق الأوروبية، واطّلع على كتابات المؤلفين الأوروبيين، ويبدو أنه استوعب الحالة المتدنية للدولة بشكل أفضل من أسلافه. وعندما اعتلى هذا السلطان العرش كانت ثروات البلاد قد وصلت إلى حالة متدنية، وكان العثمانيون قد عادوا للحرب مع روسيا والنمسا، ولم يكن باستطاعة أي سلطان أن يقوم بحملة إصلاحات ورحى الحرب دائرة، لكن جاءت عناية القدر، عندما ظهرت الثورة الفرنسية وانشغل الإمبراطور النمساوي بها، وخاف أن تمتد إلى بلاده، فعقد صلحًا مع العثمانيين أعاد إليهم بموجبه بلاد الصرب وبلغراد. واجهت السلطان سليم الثالث في بداية حياته السياسية، المشكلات التقليدية القديمة: تفوّق الغرب، والاتجاه المحافظ لشعبه، وكان بطبعه ميالاً للإصلاح بحيث لم يتردد في الأخذ ببعض الأنماط الغربية، بعد أن حصل على معلومات عن المؤسسات المدنية والعسكرية لدول أوروبا الغربية وأسباب تفوقها على العثمانيين. فجاء بفكرة الجنود النظامية ليتخلص من الإنكشارية الذين أصبحوا منبعًا للفتن والهزائم، وأصلح الثغور وبنى القلاع الحصينة لحمايتها وجعل إنشاء السفن على الطريقة الفرنسية، واستعان بالسويد في وضع المدافع، وترجم المراجع العلمية في الرياضيات والفن العسكري، كما وضع نظامًا هرميًا للقيادة العسكرية، وأخضع التجنيد لقواعد أكثر صرامة، ووضع نظامًا للجنود المشاة تضمن تعليمات لمساعدة الجنود على التصرف كوحدة، ودُعي هذا النظام «بالنظام الجديد». كان من الطبيعي أن تبرز المعارضة لإصلاحات السلطان سليم الثالث العسكرية من جانب المحافظين عند إدراكهم لنتائجها، فنظر الإنكشارية إلى هذه الإصلاحات نظرة ارتياب خاصة بعد فصل السلطان الأسطول والمدفعية عن فرقتهم، فثاروا ومعهم الجنود غير النظاميين وأجبروا الخليفة على إلغاء النظام العسكري الجديد، ولم يكتفوا بذلك بل عزلوا السلطان وقاموا بقتله لاحقًا بناءً على أمر خليفته، ويُعتبر سليم الثالث السلطان العثماني الوحيد الذي قُتل بسلاح أبيض.

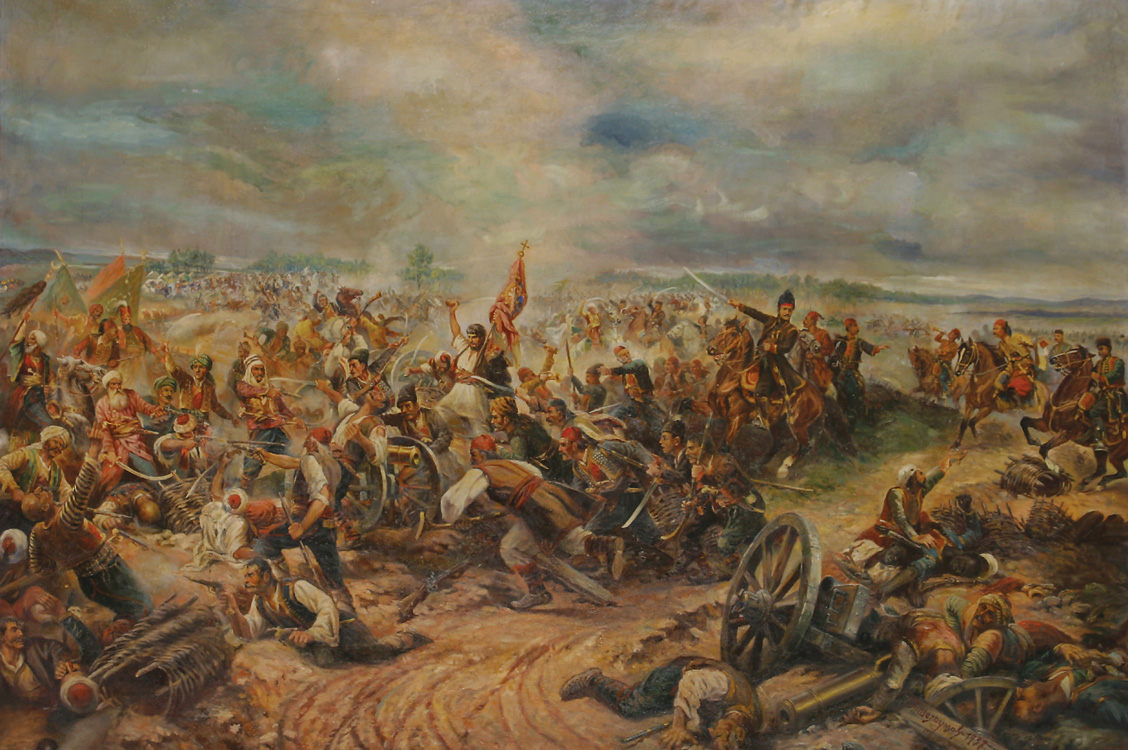
معركة "ميشار" (1806) بين الثوّار الصربيين تساندهم النمسا وروسيا، والدولة العثمانية، بريشة «أفاناسيج شيلوموڤ».

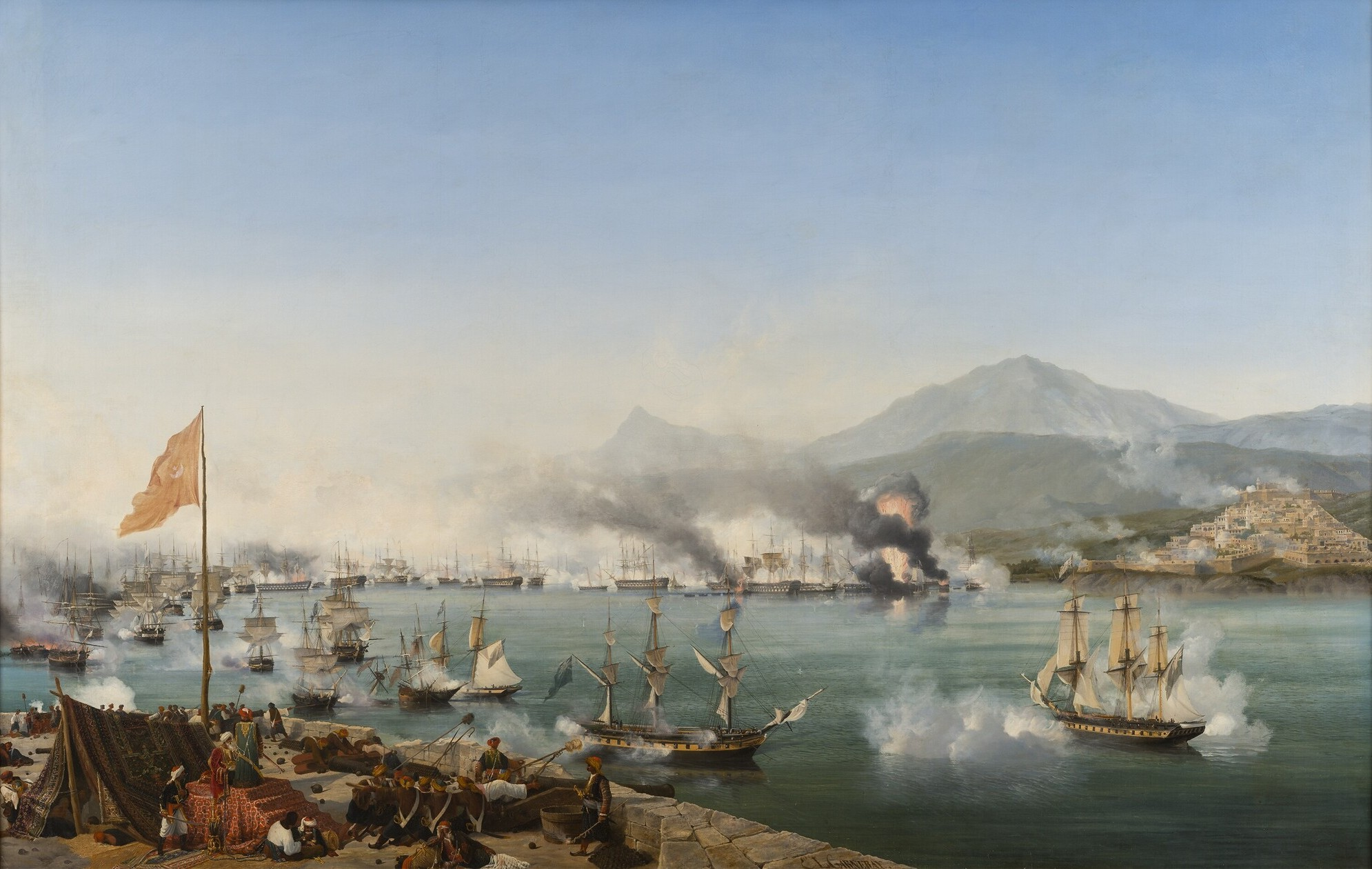
معركة ناڤارين (1827) بين الأسطول العثماني والأوروبي، بريشة لويس أمبرواز گرناري.

وكان من أبرز الأحداث التي حصلت في عهد سليم الثالث قيام الحملة الفرنسية على مصر بقيادة نابليون بونابرت الأول، فتحول أعداء الأمس إلى حلفاء والعكس صحيح، حيث انهارت الصداقة العثمانية الفرنسية التي قامت منذ عهد السلطان سليمان القانوني، وتحالفت روسيا وبريطانيا مع الدولة العثمانية لإخراج الفرنسيين من مصر، وفي عهده أيضًا تكونت جمهورية مستقلة في اليونان تحت حماية الدولة العثمانية. وبعد سليم الثالث تولّى مصطفى الرابع عرش آل عثمان، ولم يدم ملكه طويلاً قبل أن تثور الانكشارية عليه ويقوموا بعزله وتنصيب أخاه محمود بدلاً منه. امتلأ عهد محمود الثاني بأحداث مهمة، سواء على الصعيد الداخلي أو الخارجي، فنتيجة للضعف الشديد الذي دب في أوصال الدولة العثمانية ظهر فيها اتجاهان: الاتجاه الأول الذي أرجع ما وصلت إليه الدولة العثمانية من ضعف إلى الابتعاد عن الإسلام، والذي ما كان للمسلمين أن تقوم لهم قائمة في الأرض إلا بالتمسك به؛ والاتجاه الثاني الذي يقوم على ضرورة تقليد أوروبا تقليدًا أعمى، لكي يصل العثمانيون إلى ما وصلت إليه من تقدم وازدهار. وكان من نتيجة الإيمان بالاتجاه الأول أن قامت الحركة الوهابية في شبه الجزيرة العربية، واجتذبت إليها الكثير من أهلها، ودعت إلى تطهير الإسلام من كامل الشوائب التي تعلقت به عبر القرون. ولما رأى السلطان محمود أنه من الضروري قمع هذه الفئة التي يخشى من امتدادها على تفريق كلمة الإسلام، كلّف محمد علي باشا، والي مصر ومؤسس أسرتها الخديوية العلوية، بمحاربتها والقضاء عليها، ففعل ما طُلب منه وأباد الحركة الوهابية، ثمّ شرع في إصلاح مصر وتنظيمها وفق النظام الأوروبي. وفي بداية عهد محمود الثاني استقلّت عدّة دول أوروبية عن الدولة العثمانية، وكانت بداية انشقاق أوروبا الشرقية عن الدولة العثمانية عندما ثار الصربيون وطالبوا باستقلالهم، فقمعتهم الدولة العثمانية مرتين، وتعهدت ألا تتدخل في شؤون الصرب الداخلية، وأن تكون السيطرة للعثمانيين في الصرب على القلاع فقط. سرعان ما أعقب هذه الثورة عصيان «علي باشا» والي مدينة يانية الألبانية، حيث امتنع عن دفع الخراج واحترام الأوامر التي تُرسل إليه من الآستانة، فأرسل إليه السلطان جيشًا تمكن قائده من القبض عليه وإعدامه. وما فتئت المشاكل تنهال على الدولة العثمانية، فقد ثار اليونانيون طلبًا للاستقلال وهزموا فرقة عسكرية عثمانية أرسلت لقمعهم، فلم يجد السلطان لإخماد الثورة في اليونان غير محمد علي باشا والي مصر، فاستجاب الأخير لطلبه وأرسل سفنًا حربية محملة بالجنود إلى اليونان، استطاعت أن تحقق انتصارات كاسحة على الثوّار. غير أن ثورة اليونانيين نجحت، واستطاع الثائرون أن يستقلوا ببلدهم عن الدولة العثمانية بعد المساعدات التي تلقوها من الدول الأوروبية. كذلك كان الأسطول العثماني قد تحطم في معركة ناڤارين عام 1827م، على يد السفن البريطانية والروسية.